# Popsång (mot min vilja)
Popsång (mot min vilja) är en låt av Bob hund som utgavs digitalt den 21 februari 2011. Den förekommer också på albumet Det överexponerade gömstället.